# Rovinismo

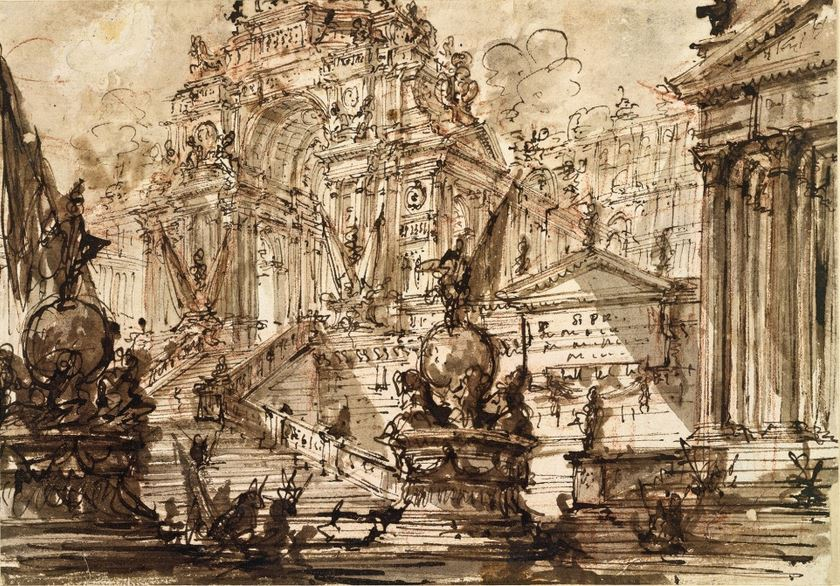
Giovanni Battista Piranesi
Arco di Trionfo (1745-1750 circa)
penna e inchiostro bruno, acquarello su matita rossa, 14,7 x 21,1 cm
British Museum, Londra

Il rovinismo è stata una corrente artistica sviluppatasi tra Settecento e Ottocento soprattutto in Germania, Francia e Inghilterra. Esso veniva manifestato attraverso la rappresentazione delle rovine, antiche o medievali, dello sfascio e della caducità. Presente come tendenza artistica già nei secoli precedenti, ebbe tra i suoi esponenti di maggior rilievo Thomas Gainsborough, Jean-Baptiste Camille Corot, Caspar David Friedrich. In Italia ebbe larga diffusione soprattutto grazie all'opera di Giovanni Battista Piranesi. Un'estetica del rovinismo venne anche proposta da John Ruskin durante l'età vittoriana, opponendosi anche ai restauri di antichi edifici.

## Caratteristiche ed evoluzione

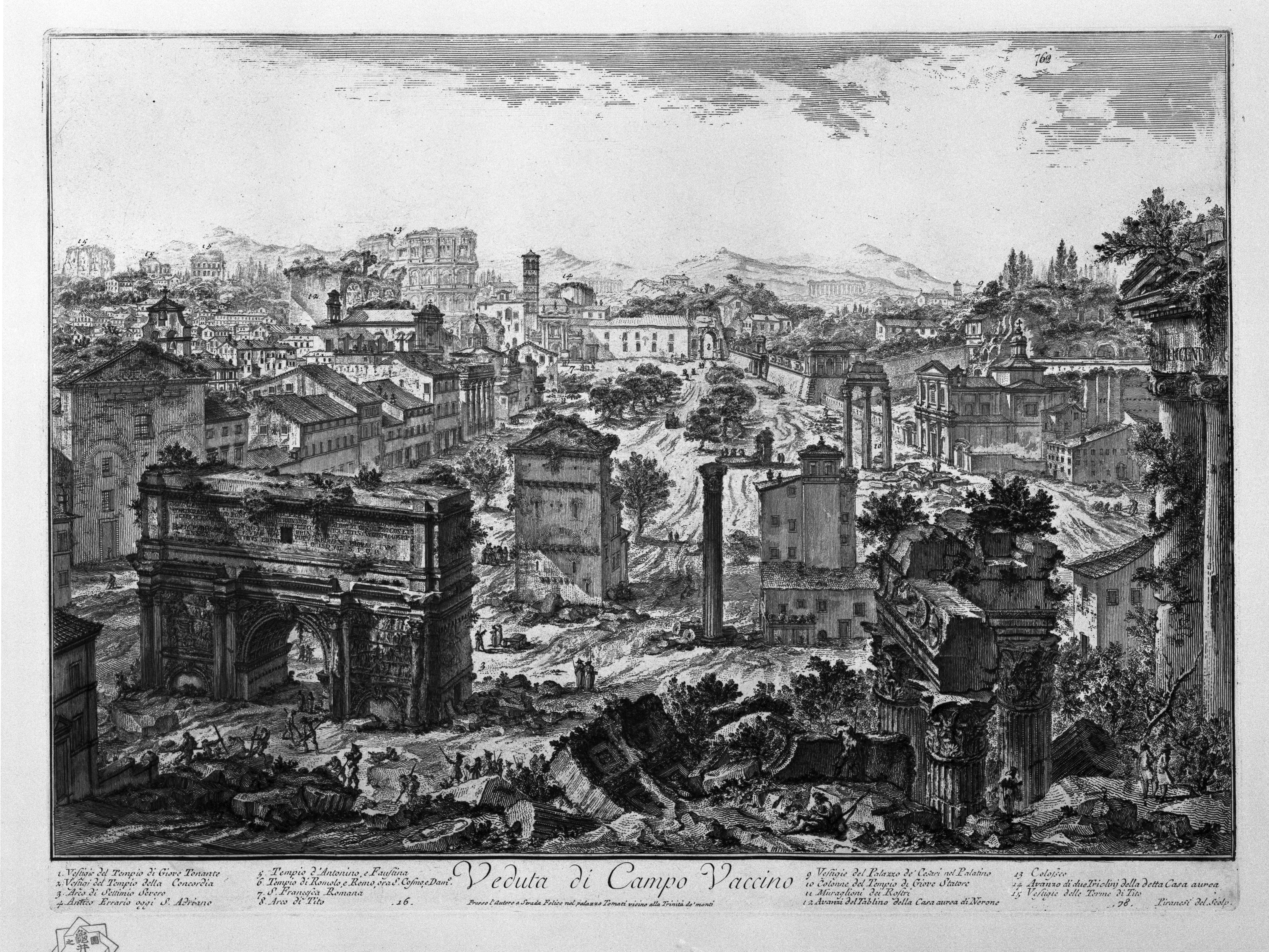
Giovanni Battista Piranesi, veduta di Campo Vaccino, circa 1750. Al centro dell'immagine si vede l'alberata di olmi che collegava l'arco di Settimio Severo (in primo piano, a sinistra) con l'arco di Tito, in fondo. Sullo sfondo, a sinistra, è visibile il Colosseo.

L'attrazione per le rovine cominciò durante il Rinascimento con la scoperta della Domus Aurea a Roma e l'impegno di artisti come Raffaello nel preservare le antichità romane che fino ad allora erano usate come cave di marmo (ad esempio il Colosseo e i Fori Imperiali) o pascoli (Foro Romano o Campo Vaccino) o come chiese (il Pantheon di Roma). 
Raffaello si occupò di censire gli antichi marmi e rovine per conto del papa, e la sua bottega si ispirò anche ai fregi della Domus Aurea.

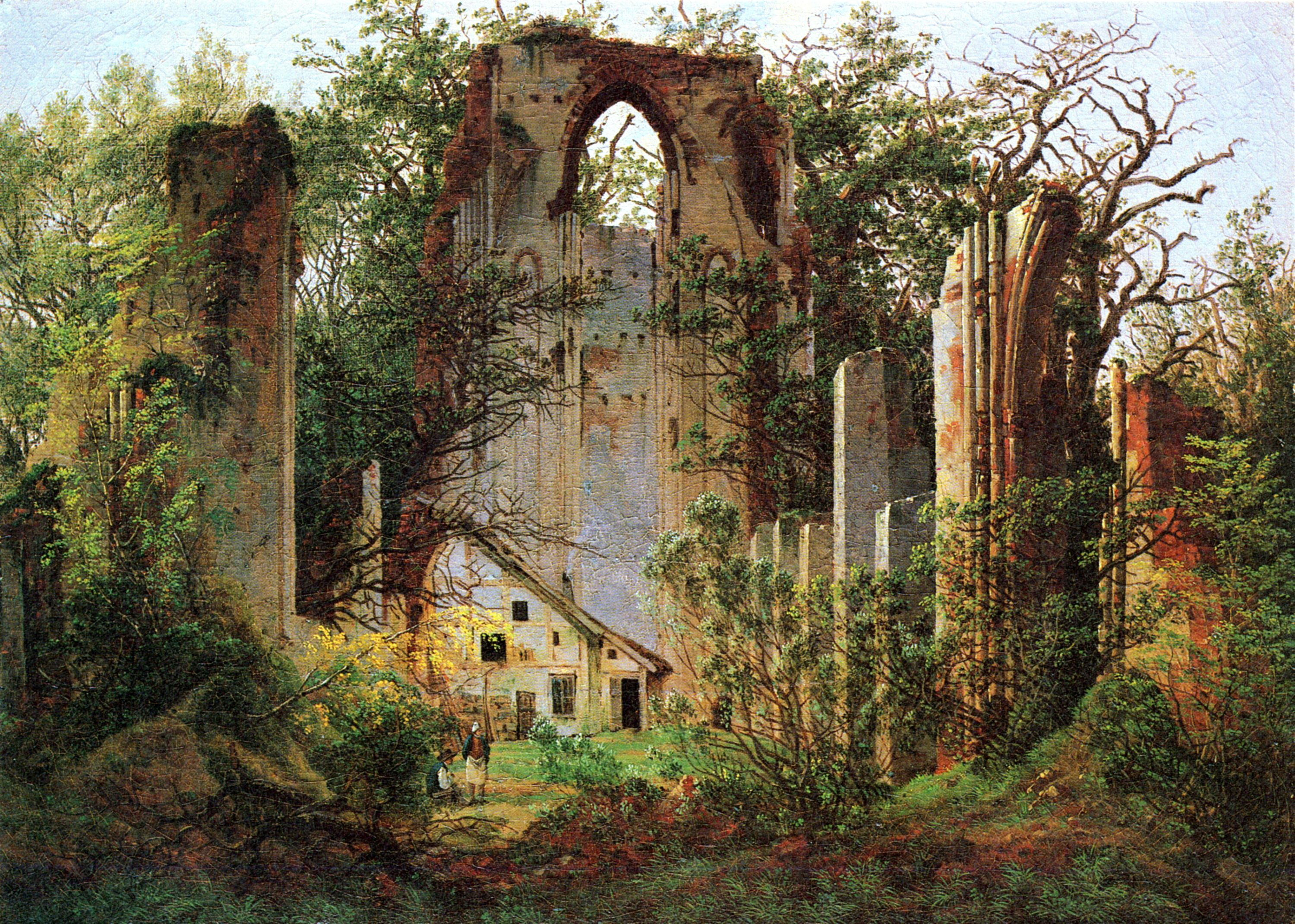
Caspar David Friedrich, Le rovine di Eldena

La scoperta dei siti archeologici di Pompei ed Ercolano nel XVIII secolo diede il definitivo impulso all'estetica delle rovine.
Nell'architettura del paesaggio di tipo neoclassico o all'inglese si usava inserire finte rovine, ma con il Preromanticismo e il Romanticismo e l'estetica del sublime l'attenzione per i resti delle epoche precedenti divenne preponderante nell'arte. La rappresentazione di rovine di castelli, chiese, tombe, abbazie, templi e statue antiche fu un tema fondamentale dell'arte del Settecento e dell'Ottocento.

## Galleria d'immagini

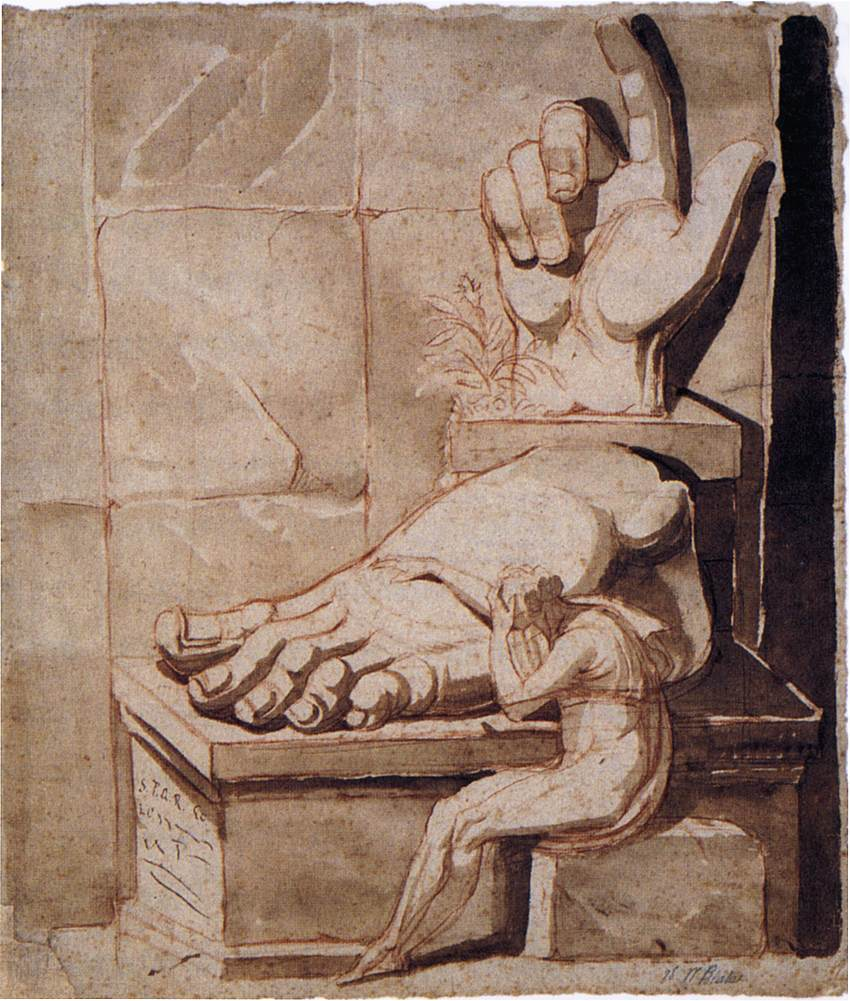
Füssli, La disperazione dell'artista davanti alla grandezza delle rovine antiche, 1778-9
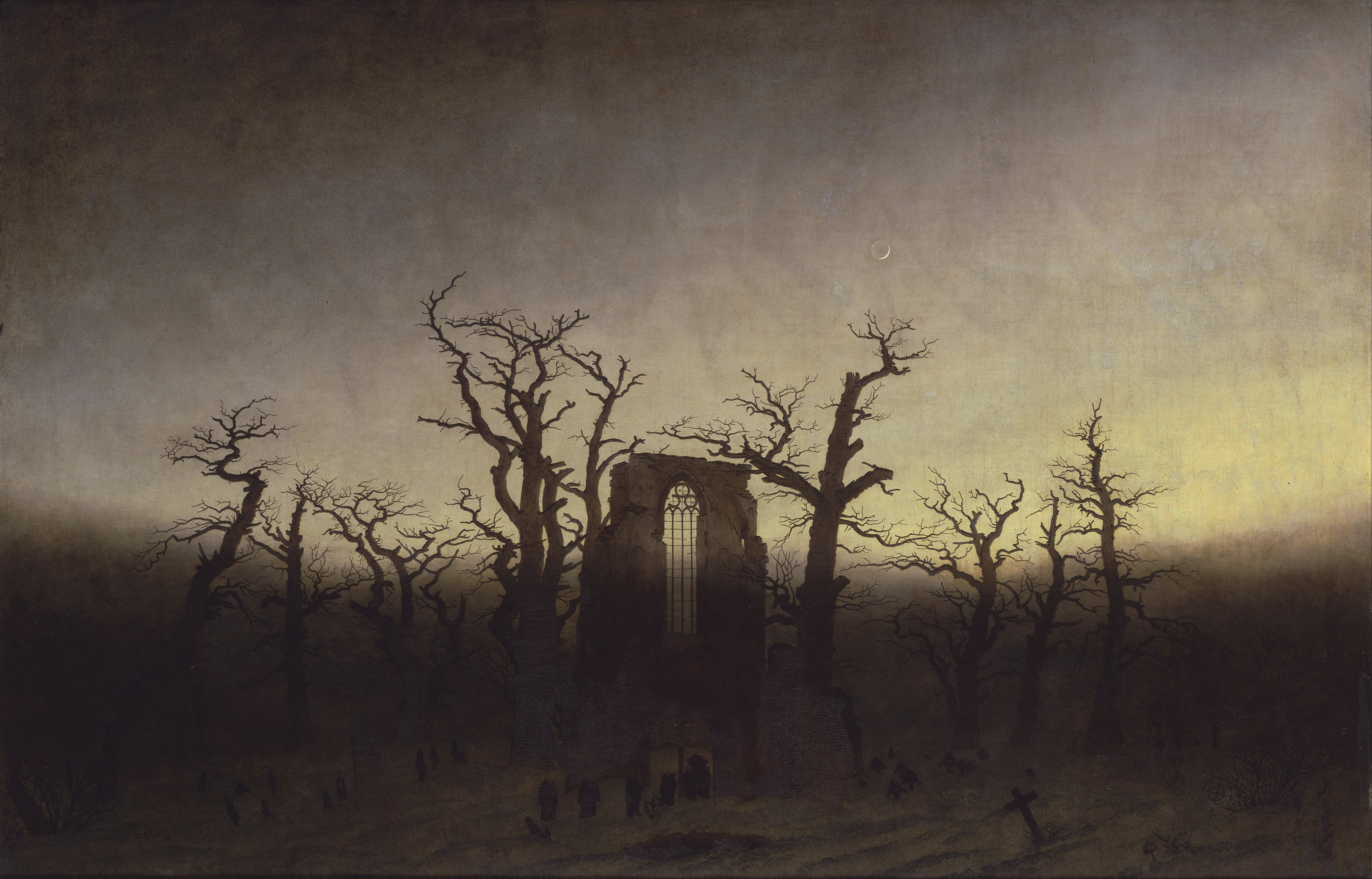
Friedrich, Abbazia nel querceto (1810), scena probabilmente ispirata alle rovine di Eldena.
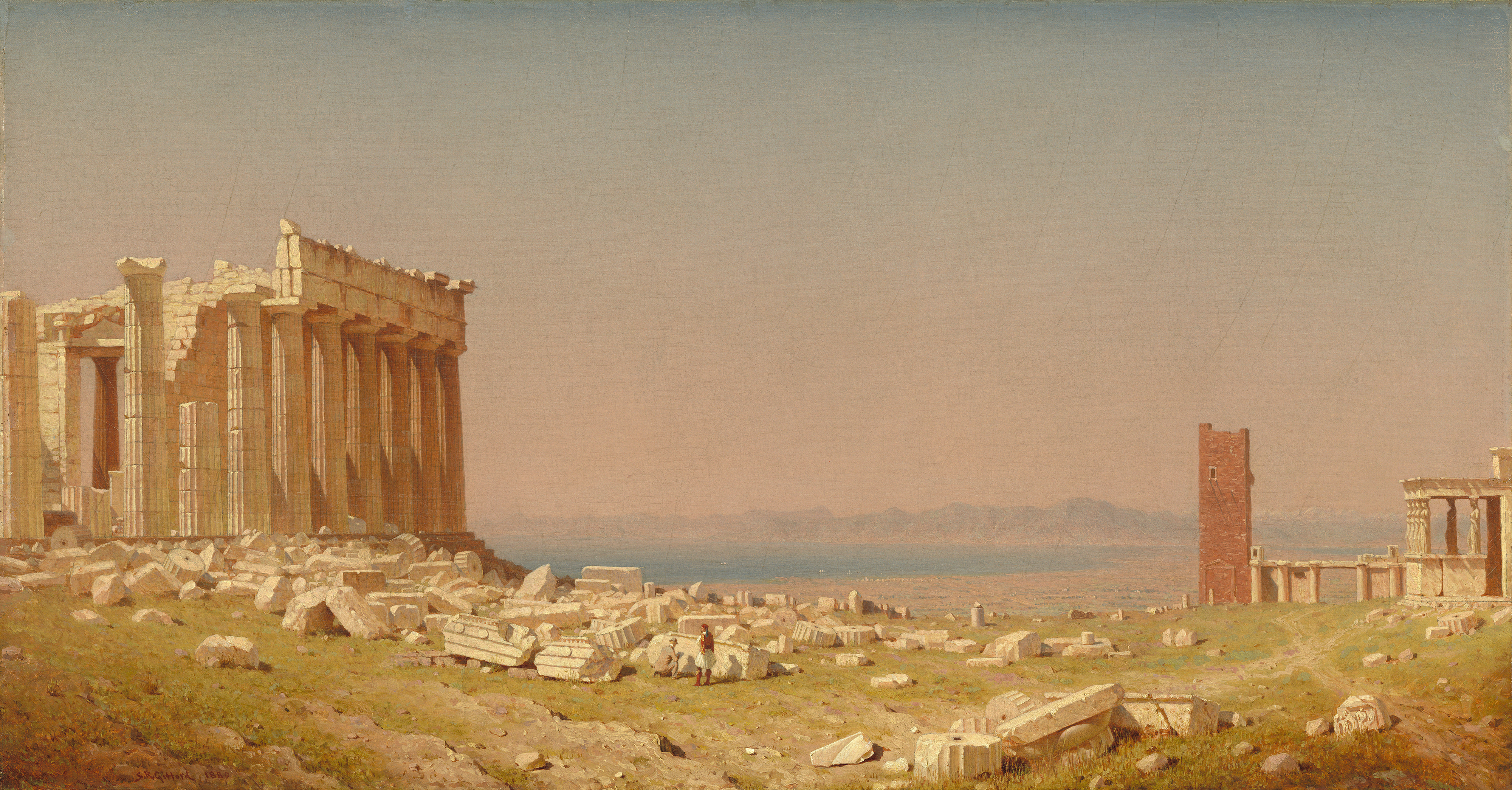
Gifford, Le rovine del Partenone, 1880 circa
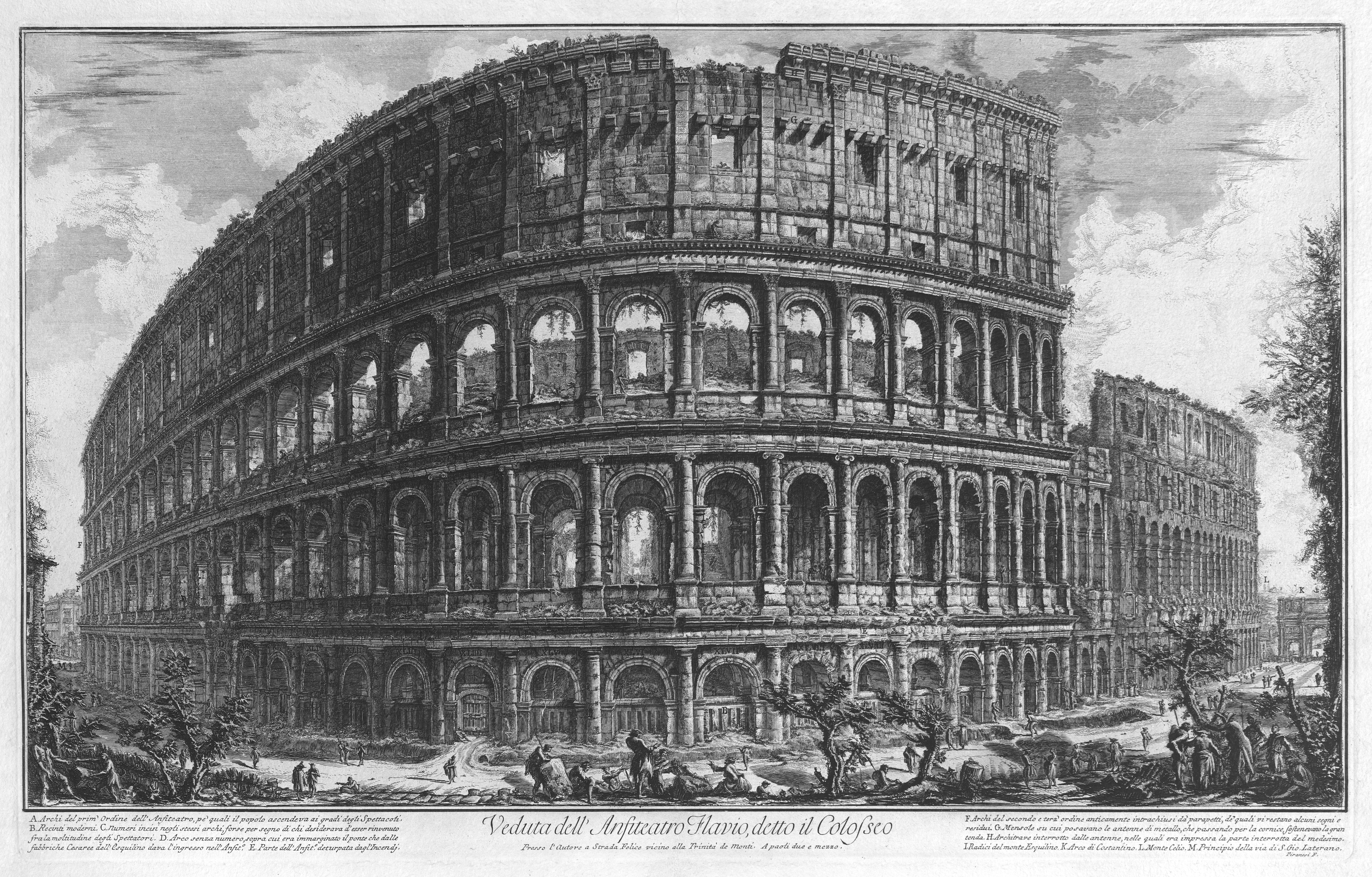
Piranesi, Il colosseo
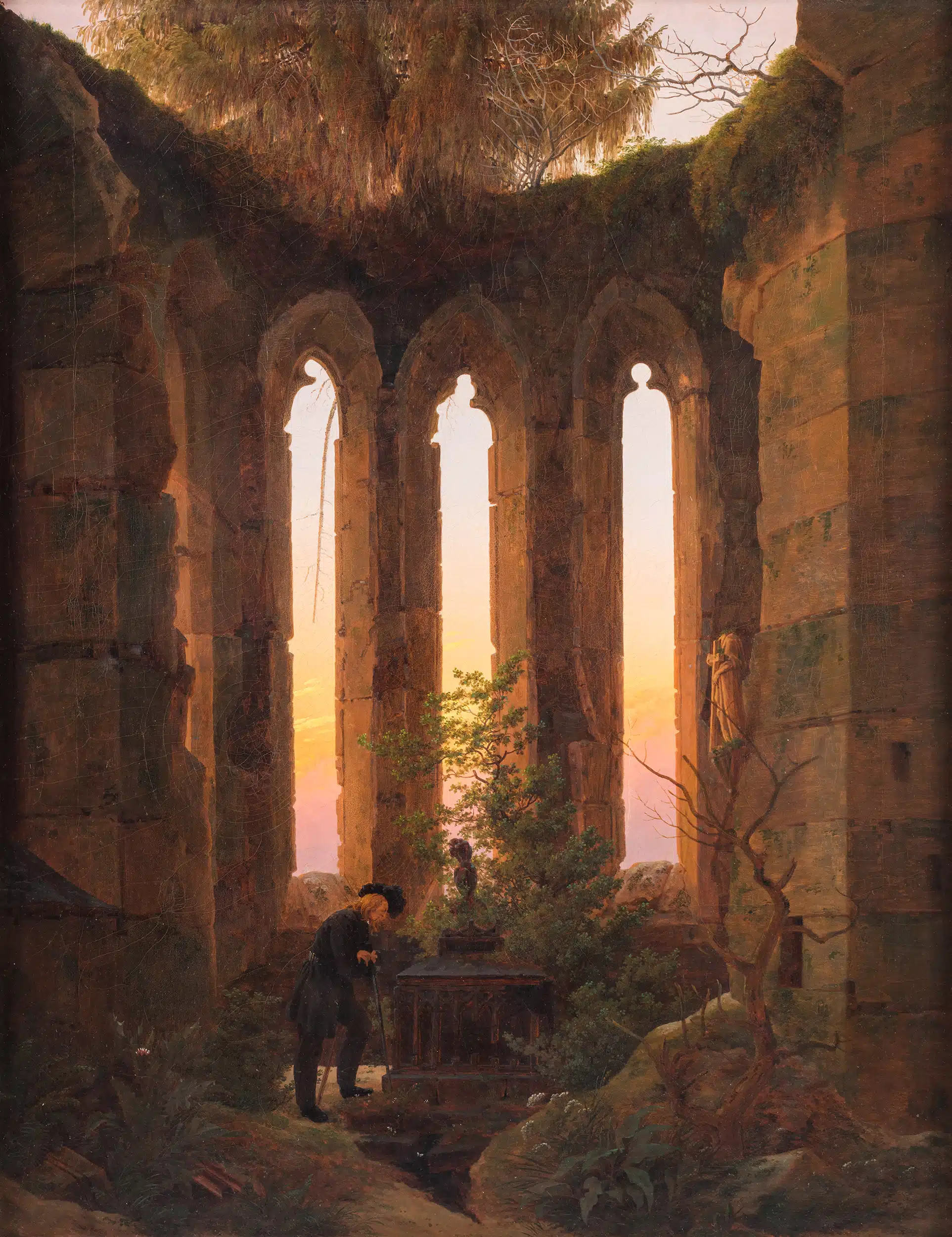
Friedrich, La tomba di Hutten
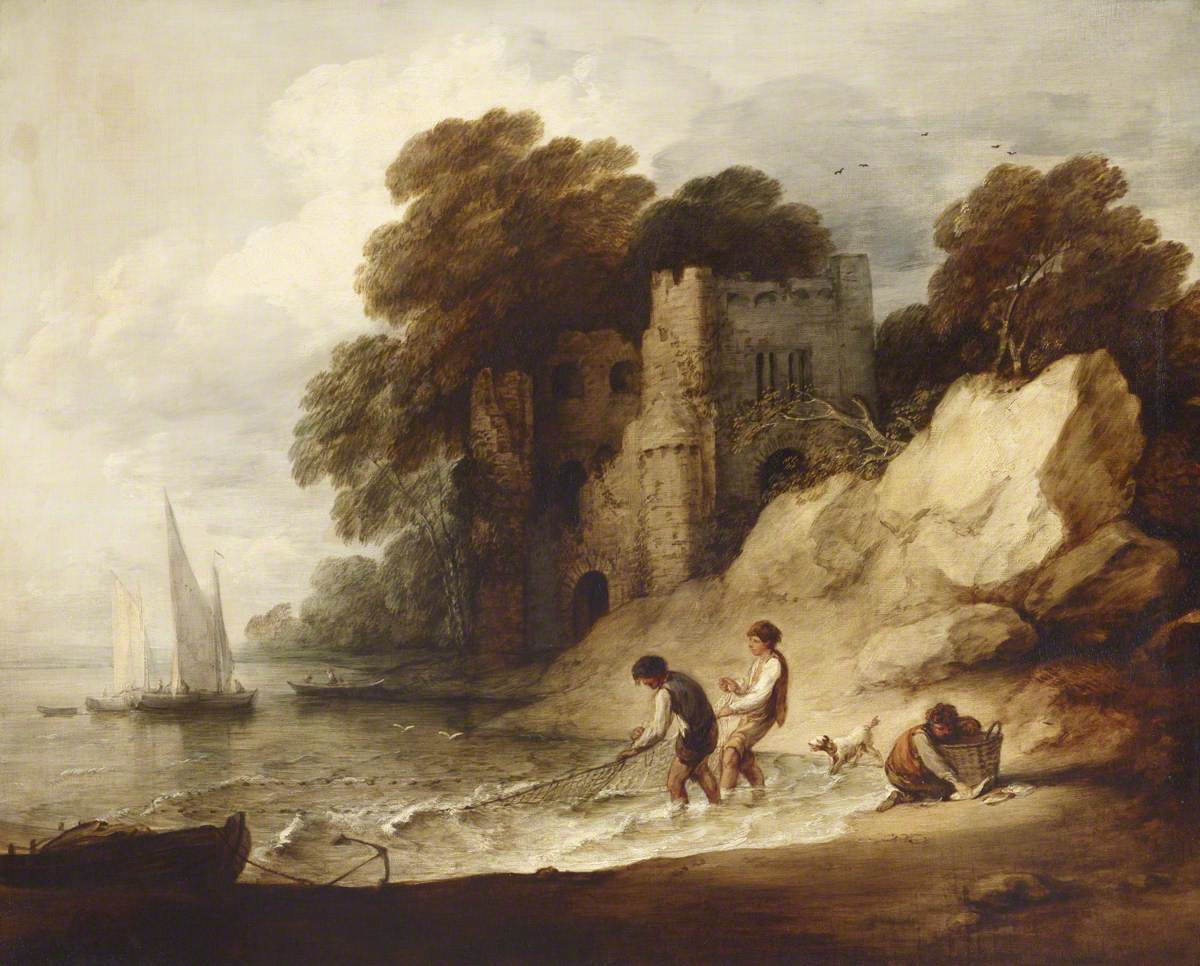
Gainsborough, Scena su una costa rocciosa con castello in rovina, barche e pescatori
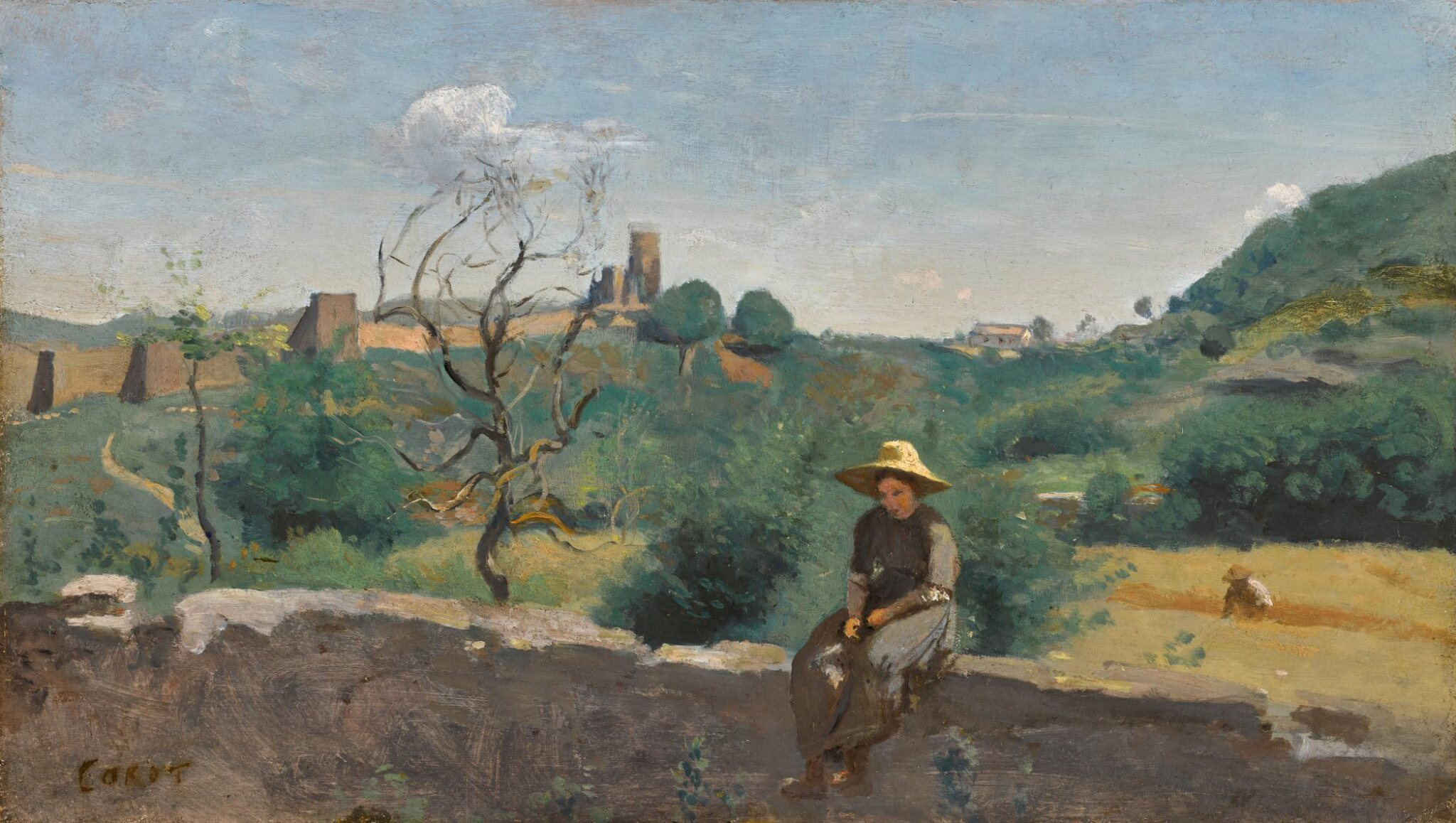
Corot, Il castello di Sainte-Marie à Crémieu (Isère)
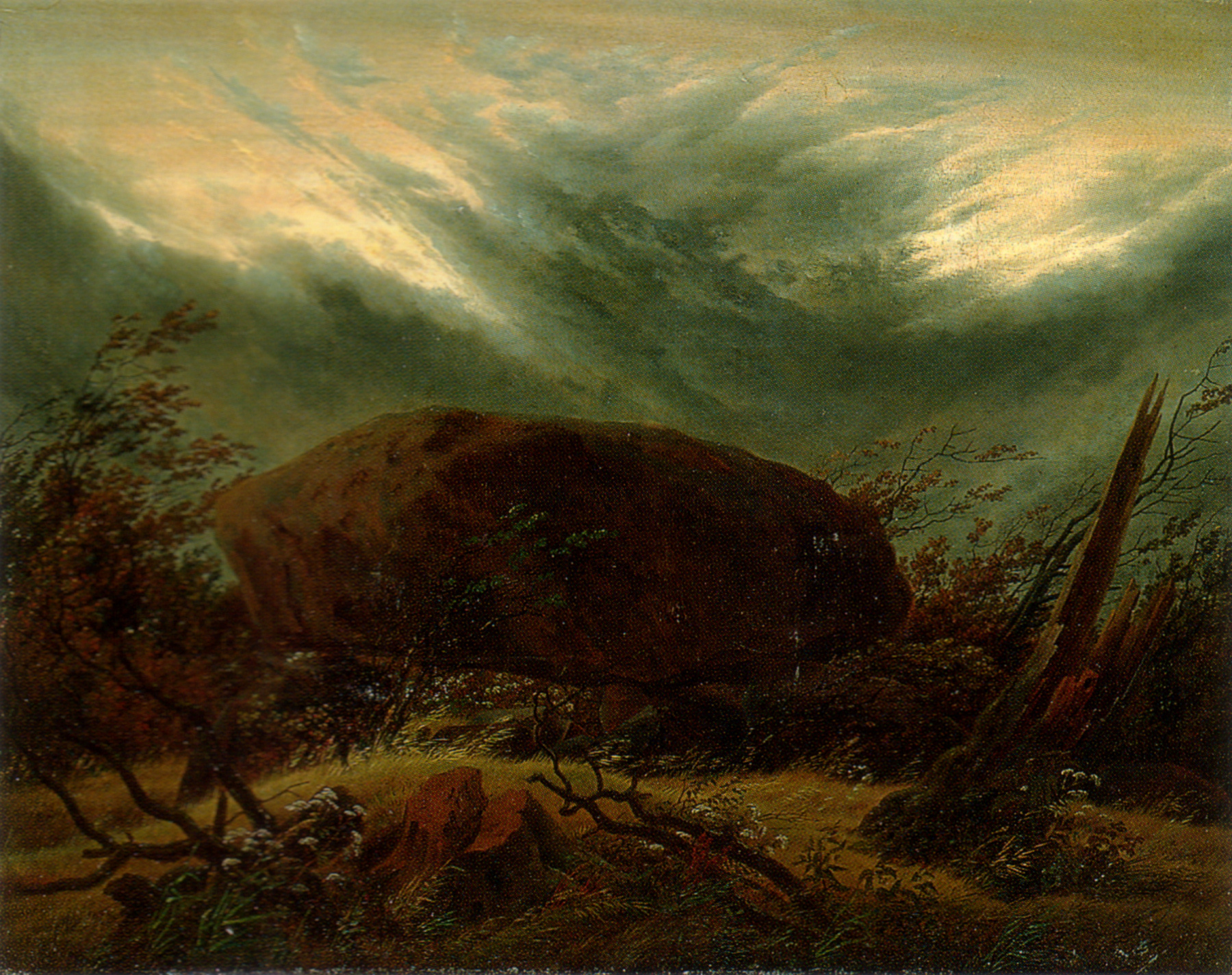
Friedrich, Dolmen in autunno